# Svartmaskad tangara
För fågelarten Mitrospingus cassinii, se svartmaskad falsktangara.
Svartmaskad tangara (Schistochlamys melanopis) är en fågel i familjen tangaror inom ordningen tättingar.

## Utseende och läte
Svartmaskad tangara är en distinkt, Saltator-lik tangara. Fjäderdräkten är övervägande grå med mestadels svart huvud och svart strupe. Näbben är relativt kraftig. Ungfågeln har en mer svårbestämbar dräkt, olivgrön med gul ögonring. Sången är fyllig och melodisk.

## Utbredning och systematik
Svartmaskad tangara förekommer i Sydamerika. Den delas in i fem underarter med följande utbredning:
- Schistochlamys melanopis aterrima – förekommer från nordöstra Colombia till Venezuela, västra Guyana och nordligaste Brasilien
- Schistochlamys melanopis melanopis – förekommer från östra Guyana till Surinam, Franska Guyana och nordöstra Brasilien
- Schistochlamys melanopis grisea – förekommer i subtropiska centrala Anderna i Peru
- Schistochlamys melanopis olivina – förekommer från östra Bolivia till Paraguay och sydöstra centrala Brasilien (Mato Grosso)
- Schistochlamys melanopis amazonica – förekommer i Amazonområdet och sydöstra Brasilien

## Levnadssätt
Svartmaskad tangara är en vanlig fågel i låglänt savann med en blandning av gräs och träd. Där ses den i par eller smågrupper.

## Status
Arten har ett stort utbredningsområde och beståndet anses stabilt. Internationella naturvårdsunionen IUCN listar den därför som livskraftig (LC).

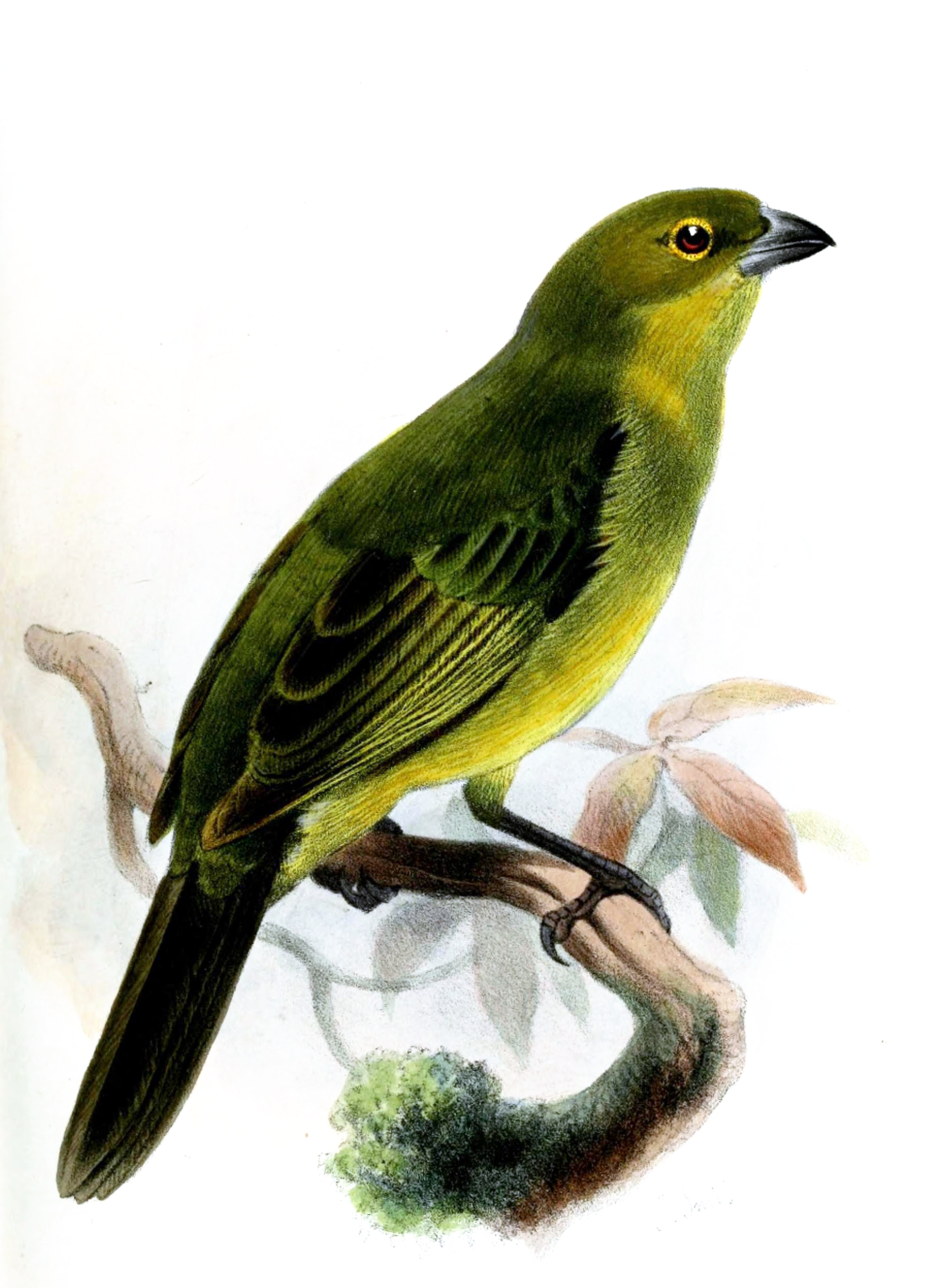